# Nästflotjärnen
Nästflotjärnen är en sjö i Strömsunds kommun i Jämtland och ingår i Indalsälvens huvudavrinningsområde. Sjön har en area på 0,072 kvadratkilometer och ligger 314 meter över havet.

## Delavrinningsområde
Nästflotjärnen ingår i det delavrinningsområde (705271-148008) som SMHI kallar för Utloppet av Hammerdalssjön. Medelhöjden är 309 meter över havet och ytan är 47,14 kvadratkilometer. Räknas de 231 avrinningsområdena uppströms in blir den ackumulerade arean 1 844,29 kvadratkilometer. Ammersån som avvattnar avrinningsområdet har biflödesordning 2, vilket innebär att vattnet flödar genom totalt 2 vattendrag innan det når havet efter 193 kilometer. Avrinningsområdet består mestadels av skog (45 procent). Avrinningsområdet har 15,35 kvadratkilometer vattenytor vilket ger det en sjöprocent på 32,5 procent. Bebyggelsen i området täcker en yta av 1,45 kvadratkilometer eller 3 procent av avrinningsområdet.